# Crisantemi per un branco di carogne
Crisantemi per un branco di carogne ist ein Italowestern aus dem Jahr 1968. Eine fremdsprachige Erstaufführung konnte nicht nachgewiesen werden, obschon verschiedene Titel ohne Quellenangaben existieren. Es scheint auch keine italienische Kopie mehr aufzufinden zu sein.

## Handlung
Ein Gesetzloser entführt mit seiner Bande die Braut mitten aus der Hochzeitsfeier heraus und bringt sie zu einem Kloster. Dort möchte er einen der Padres zwingen, ihn mit dem Mädchen zu verheiraten. Dieser weigert sich nicht nur, sondern verfolgt die Bande, als sie weiterzieht, kann so Zeuge manchen Unheils werden und anderes verhindern, indem er die Gruppe langsam dezimiert. Schließlich kann er auch die Braut aus den Händen der letzten Verbliebenen befreien.